# Knema oblongifolia
Knema oblongifolia är en tvåhjärtbladig växtart som först beskrevs av George King, och fick sitt nu gällande namn av Otto Warburg. Knema oblongifolia ingår i släktet Knema och familjen Myristicaceae. Inga underarter finns listade i Catalogue of Life.